# La Trilogie du Vide
La Trilogie du Vide (titre original : Void Trilogy ; 2007-2010) est une série de science-fiction écrite par Peter F. Hamilton, écrivain britannique déjà connu pour L'Aube de la nuit. Cette série s’inscrit dans le même univers précédemment développé dans La Saga du Commonwealth, 1 200 ans après les événements relatés dans Judas démasqué.
Cette série se déroule parallèlement à la trilogie Les Naufragés du Commonwealth qui se déroule dans la même trame temporelle.

## Les livres
Les trois romans composants le cycle sont :
- Vide qui songe, 2008 (The Dreaming Void, 2007)
- Vide temporel, 2009 (The Temporal Void, 2008)
- Vide en évolution, 2011 (The Evolutionary Void, 2010)

## L'univers
Selon Peter F. Hamilton, la trilogie devrait répondre à un certain nombre de questions laissées sans réponses lors du précédent cycle, tel que le rôle de l’Ange des Hauteurs[réf. nécessaire].
Le Vide est une structure artificielle au cœur de la Galaxie, au lieu d'un trou noir massif d’origine naturelle. Cette structure a été fabriquée il y a des milliards d'années[réf. souhaitée]. Elle grandit en absorbant peu à peu la matière autour d'elle. En 3320, un humain nommé Inigo fait pour la première fois l’expérience d’un rêve lui dévoilant l’existence d’une planète peuplée d'êtres humains au sein du Vide. En 3589, des milliards d’humains poursuivent ce rêve au travers du courant religieux Rêve Vivant et se préparent à effectuer le Pèlerinage: entrer dans le Vide. De nombreuses espèces extra-terrestres craignent que cette migration ne provoque une accélération de la phase d’expansion du Vide et envisagent d’empêcher ce pèlerinage par tous les moyens.